# Shenavan, Lori
Shenavan là một đô thị thuộc tỉnh Lori, Armenia. Dân số ước tính năm 2011 là 513 người.